# وليد بخاري
وليد عبد الله البخاري دبلوماسي وسفير سعودي. يعمل سفيرًا للمملكة العربية السعودية في لبنان منذ مارس 2018. عيِّن وزيرًا مفوضًا في وزارة الخارجية السعودية منذ أغسطس 2017. عمل نائبًا لوكيل وزارة الخارجية السعودية لشؤون المراسم من عام 2017 إلى 2018، وقائمًا بأعمال سفارة السعودية في لبنان بين عامي 2016 وعام 2017.

## ولادته وتعليمه
ولد في 12 أبريل 1972م في المملكة العربية السعودية، حصل على شهادة البكالوريويس في العلوم السياسية بامتياز من جامعة الملك عبد العزيز في جدة عام 1416 هـ 1995، حصل على الدبلوم العالي في الدراسات الدبلوماسية من معهد الدراسات الدبلوماسية في الرياض عام 1421 هـ 2000، حصل على درجة الماجستير في السياسات الدولية من جامعة كاليفورنيا فوليرتون الولايات المتحدة الأمريكية.

## مناصبه
- انضم إلى السلك الدبلوماسي عام 1417 هـ 1996 في مكتب رئيس الشعبة القنصلية.
- عين نائباً لرئيس البعثة لسفارة النيجر عام 1420 هـ 1999.
- انتقل للعمل القنصلية العامة في لوس أنجلوس عام 1423 هـ 2002، لغاية عام 2006.
- عين في مكتب وكيل وزارة الخارجية عام 1428 هـ 2007.
- عين مديراً لإدارة الجودة الشاملة عام 1430 هـ 2009.
- انتقل للعمل في السفارة السعودية في برلين عام 1434 هـ 2013.
- عين كمساعد مدير عام التخطيط والتطوير في وزارة الخارجية عام 1437 هـ 2016.
- عين كقائم بالأعمال بالإنابة في السفارة السعودية في بيروت عام 1437 هـ 2016.
- عين مدير عام الشؤون الدبلوماسية والمراسم.
- عمل نائب وكيل الوزارة لشؤون المراسم عام 1438 هـ 2017.
- عين كقائم بالأعمال بالإنابة لدى السفارة السعودية في بيروت عام 1439 هـ 2018.
- عمل سفيرًا للمملكة العربية السعودية في لبنان في مارس 2018.[3]